# VM i floorball for herrer 1998
VM i floorball for herrer 1998 var det andet verdensmesterskab i floorball for herrerlandshold, arrangeret af IFF. Det blev afholdt i Tjekkiet, og kampene blev spillet i Brno og Prag fra den 25. – 30. maj. 14 lande deltog, og der blev spillet i 2 divisioner. A divisionen havde 2 grupper med 4 hold i hver pulje, mens B divisionen spillede en enkeltserie, hvor hvert hold mødtes en gang. De forsvarende mestrer Sverige vandt turneringen for anden gang.

## Resultater B divisionen
| Dato    | Kampe B divisionen     | Resultat |
| ------- | ---------------------- | -------- |
| 25. maj | Østrig – Letland       | 1 – 8    |
| 25. maj | Estland – Japan        | 13 – 0   |
| 25. maj | Australien – Singapore | 8 – 3    |
| 26. maj | Letland – Australien   | 8 – 4    |
| 26. maj | Japan – Østrig         | 2 – 4    |
| 26. maj | Estland – Singapore    | 5 – 1    |
| 27. maj | Estland – Australien   | 9 – 2    |
| 27. maj | Japan – Letland        | 1 – 16   |
| 27. maj | Østrig – Singapore     | 3 – 1    |
| 28. maj | Singapore – Letland    | 0 – 10   |
| 28. maj | Østrig – Estland       | 0 – 5    |
| 28. maj | Australia – Japan      | 5 – 2    |
| 29. maj | Letland – Estland      | 6 – 2    |
| 29. maj | Singapore – Japan      | 3 – 4    |
| 29. maj | Australien – Østrig    | 1 – 4    |

### Tabel B division
| Plads | Hold       | Kampe | Sejre | Uafgj. | Tabte | Mål     | Points |
| ----- | ---------- | ----- | ----- | ------ | ----- | ------- | ------ |
| 1     | Letland    | 5     | 5     | 0      | 0     | 48 – 8  | 10     |
| 2     | Estland    | 5     | 4     | 0      | 1     | 34 – 9  | 8      |
| 3     | Østrig     | 5     | 3     | 0      | 2     | 12 – 17 | 6      |
| 4     | Australien | 5     | 2     | 0      | 3     | 20 – 26 | 4      |
| 5     | Japan      | 5     | 1     | 0      | 4     | 9 – 41  | 2      |
| 6     | Singapore  | 5     | 0     | 0      | 5     | 8 – 30  | 0      |

- Letland kvalificere sig til A-divisionen 2000.

## Resultater A-Divisionen

### Gruppe A
| Dato    | Kampe gruppe A      | Resultat |
| ------- | ------------------- | -------- |
| 25. maj | Schweiz – Sverige   | 0 – 9    |
| 25. maj | Tjekkiet – Tyskland | 9 – 0    |
| 26. maj | Sverige – Tyskland  | 14 – 0   |
| 26. maj | Tjekkiet – Schweiz  | 0 – 5    |
| 27. maj | Tyskland – Schweiz  | 0 – 11   |
| 27. maj | Sverige – Tjekkiet  | 12 – 0   |

### Tabel Gruppe A
| Plads | Hold     | Kampe | Sejre | Uafgj. | Tabte | Mål    | Points |
| ----- | -------- | ----- | ----- | ------ | ----- | ------ | ------ |
| 1     | Sverige  | 3     | 3     | 0      | 0     | 35 – 0 | 6      |
| 2     | Schweiz  | 3     | 2     | 0      | 1     | 16 – 9 | 4      |
| 3     | Tjekkiet | 3     | 1     | 0      | 2     | 9 – 17 | 2      |
| 4     | Tyskland | 3     | 0     | 0      | 3     | 0 – 34 | 0      |

- Sverige og Schweiz kvalificerer sig til semifinalen, Tjekkiet kvalificere sig til kamp om 5. pladsen og Tyskland til kampen om 7. pladsen.

### Gruppe B
| Dato    | Kampe gruppe B    | Resultat |
| ------- | ----------------- | -------- |
| 25. maj | Norge – Danmark   | 2 – 2    |
| 25. maj | Rusland – Finland | 1 – 10   |
| 26. maj | Norge – Rusland   | 6 – 1    |
| 26. maj | Finland – Danmark | 4 – 2    |
| 27. maj | Danmark – Rusland | 5 – 1    |
| 27. maj | Finland – Norge   | 4 – 0    |

### Tabel Gruppe A
| Plads | Hold    | Kampe | Sejre | Uafgj. | Tabte | Mål    | Points |
| ----- | ------- | ----- | ----- | ------ | ----- | ------ | ------ |
| 1     | Finland | 3     | 3     | 0      | 0     | 18 – 3 | 6      |
| 2     | Danmark | 3     | 1     | 1      | 1     | 9 – 7  | 3      |
| 3     | Norge   | 3     | 1     | 1      | 1     | 8 – 7  | 3      |
| 4     | Rusland | 3     | 0     | 0      | 3     | 3 – 21 | 0      |

- Finland og Danmark kvalificerer sig til semifinalen, Norge kvalificere sig til kamp om 5. pladsen og Rusland til kampen om 7. pladsen.

## Kamp om 5. og 7. pladsen
| Dato    | Kamp om 7. pladsen | Resultat |
| ------- | ------------------ | -------- |
| 29. maj | Tyskland – Rusland | 2 – 6    |
| 30. maj | Tjekkiet – Norge   | 4 – 5    |

- Tyskland nedrykker til B-divisionen 2000

## Semifinaler
| Dato    | Semifinale        | Resultat |
| ------- | ----------------- | -------- |
| 29. maj | Sverige – Danmark | 11 – 2   |
| 29. maj | Finland – Schweiz | 4 – 5    |

## Bronzekamp
| Dato    | Bronzekamp        | Resultat |
| ------- | ----------------- | -------- |
| 30. maj | Danmark – Finland | 1 – 4    |

## Finale
| Dato    | Finale            | Resultat |
| ------- | ----------------- | -------- |
| 30. maj | Sverige – Schweiz | 10 – 3   |

## Medaljer
| VM 1998 | Land    |
| ------- | ------- |
| Guld    | Sverige |
| Sølv    | Schweiz |
| Bronze  | Finland |

## Eksterne Henvisninger
- IFF's hjemmeside Arkiveret 10. december 2008 hos  Wayback Machine